# SLD 1 und 2
Die SLD 1 und 2 waren schmalspurige Tenderlokomotiven der Staatlichen Waldbahn (Státní lesní dráha; SLD) in der Tschechoslowakei, die für die Waldbahn Tereswatal beschafft wurden.

## Geschichte
Nachdem von ČKD unter der Bezeichnung U 45.907–910 1929 vier Lokomotiven für Waldbahnen hergestellt wurden, zeichnete sich noch ein weiterer Bedarf ab, um veraltete und leistungsschwächere Maschinen abzulösen. Deshalb entstanden in Adamov 1932 noch weitere zwei Lokomotiven. Sie führten anfangs die Nummern 1 und 2, danach wurden sie in die Bezeichnung U 45.905–906 der Staatlichen Waldbahn eingezeichnet. 
Von den Lokomotiven ist bekannt, dass sie von 1932 bis in die 1950er-Jahre Dienst bei der Waldbahn Tereswatal taten und in Ust-Tschorna sowie Tereswa stationiert waren. 1939, als die Waldbahn Tereswatal von der privaten Gesellschaft Taracsvölgyi erdei vasút (TEV, deutsch „Waldbahn Theresiental“) weiterbetrieben wurde, bekamen die Lokomotiven die Bezeichnung K 45.904–905.